# Festuca undata
Festuca undata är en gräsart som beskrevs av Otto Stapf. Festuca undata ingår i släktet svinglar, och familjen gräs. Inga underarter finns listade i Catalogue of Life.